# Saltos ornamentais no Campeonato Europeu de Esportes Aquáticos de 2016 - Plataforma 10 m individual feminino
A prova da plataforma 10 m individual feminino dos saltos ornamentais no Campeonato Europeu de Esportes Aquáticos de 2016 ocorreu no dia 13 de maio em Londres, no Reino Unido. 

## Calendário
| Fase       | Data       | Hora  |
| ---------- | ---------- | ----- |
| Preliminar | 13 de maio | 12:30 |
| Final      | 13 de maio | 19:30 |

Todos os horários estão no horário local (UTC+0)

## Medalhistas
| Ouro                   | Prata             | Bronze             |
| Yulia Prokopchuk (UKR) | Tonia Couch (GBR) | Georgia Ward (GBR) |

## Resultados
Esses foram os resultados da competição.
| Pos.              | Saltadora           | Nacionalidade | Preliminar | Preliminar | Final  | Final |
| Pos.              | Saltadora           | Nacionalidade | Pontos     | Pos.       | Pontos | Pos.  |
| ----------------- | ------------------- | ------------- | ---------- | ---------- | ------ | ----- |
| Medalha de ouro   | Yulia Prokopchuk    | Ucrânia       | 344.35     | 2          | 385.90 | 1     |
| Medalha de prata  | Tonia Couch         | Reino Unido   | 345.20     | 1          | 352.70 | 2     |
| Medalha de bronze | Georgia Ward        | Reino Unido   | 278.15     | 7          | 325.05 | 3     |
| 4                 | Ekaterina Petukhova | Rússia        | 286.35     | 5          | 316.05 | 4     |
| 5                 | Laura Marino        | França        | 271.50     | 11         | 314.55 | 5     |
| 6                 | Christina Wassen    | Alemanha      | 302.30     | 3          | 310.75 | 6     |
| 7                 | Noemi Batki         | Itália        | 284.00     | 6          | 308.40 | 7     |
| 8                 | Maria Kurjo         | Alemanha      | 294.55     | 4          | 294.85 | 8     |
| 9                 | Celine van Duijn    | Países Baixos | 274.25     | 9          | 292.25 | 9     |
| 10                | Hanna Krasnoshlyk   | Ucrânia       | 278.10     | 8          | 284.30 | 10    |
| 11                | Alais Kaljoni       | França        | 270.85     | 12         | 279.30 | 11    |
| 12                | Genevieve Green     | Lituânia      | 273.15     | 10         | 152.65 | 12    |
| 13                | Yulia Timoshinina   | Rússia        | 262.70     | 13         |        |       |
| 14                | Mara Aiacoboae      | Roménia       | 262.20     | 14         |        |       |
| 15                | Villő Kormos        | Hungria       | 253.10     | 15         |        |       |
| 16                | Ellen Ek            | Suécia        | 238.20     | 16         |        |       |
| 17                | Krystsina Sheshka   | Bielorrússia  | 220.80     | 17         |        |       |
| 18                | Zsófia Reisinger    | Hungria       | 207.80     | 18         |        |       |
| 19                | Anne Tuxen          | Noruega       | 203.75     | 19         |        |       |
| 20                | Isabelle Svantesson | Suécia        | 198.35     | 20         |        |       |